# Landpartie (NDR)

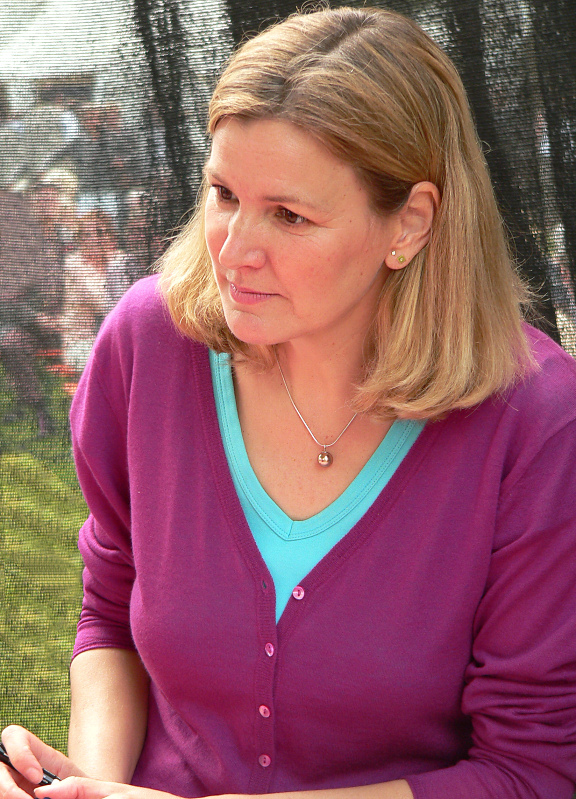
Landpartie-Moderatorin Heike Götz, 2010

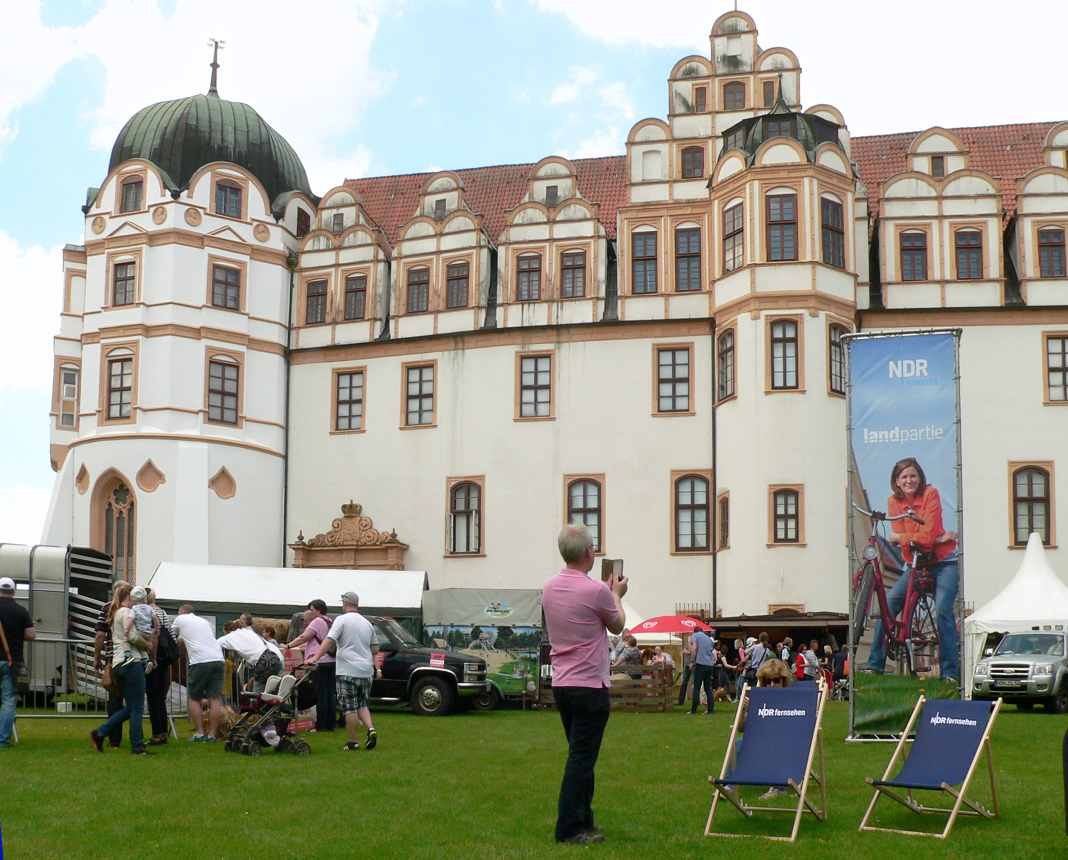
Landpartiefest am Schloss Celle, 2017

Landpartie (voller Name: Landpartie – Im Norden unterwegs) ist eine Dokumentarfilmserie des NDR.
Seit 1999 fährt die Moderatorin Heike Götz in mehr als 100 Folgen mit dem Fahrrad durch Norddeutschland. Das Fahrrad dient dabei nur als Requisite. So wird Götz oft als Frau mit dem Fahrrad bezeichnet. Sie radelt hauptsächlich durch den Norden von Deutschland und findet dabei immer Bekanntschaften mit einem ungewöhnlichen Lebenslauf und Geschichten aus dem jeweiligen Landstrich. Dabei hilft sie meistens aktiv mit, egal ob gekocht oder gebacken wird oder andere Tätigkeiten ausgeführt werden.
Autoren der Sendung sind Achim Tacke, geboren 1953 in Goslar am Harz, und Ulrich Koglin, der 1963 in Ratzeburg geboren wurde.
Alljährlich veranstaltet der NDR in unterschiedlichen Orten mit zahlreichen Ausstellern das Landpartiefest, bei dem jeweils mehrere zehntausend Besucher verzeichnet werden.